# Everest (película de 1998)
Everest es un documental estadounidense en formato de 70 mm, del estudio MacGillivray Freeman Films, sobre los esfuerzos relacionados con escalar el monte Everest, la montaña más alta del mundo, ubicado en la región Himalaya de Nepal y el Tíbet. Fue estrenada en salas IMAX en marzo de 1998 y se convirtió en la película de mayor recaudación realizada en formato IMAX.

## Producción
El documental de 45 minutos fue grabado completamente en formato IMAX y es narrado por el actor irlandés Liam Neeson. Incluye una descripción vívida del entrenamiento necesario para poder escalar los 8848 m a la cumbre del monte Everest, y los desafíos enfrentados durante el ascenso, tales como avalanchas, tormentas de nieve y falta de oxígeno. La película se centra en un equipo liderado por Ed Viesturs y el director del filme David Breashears; junto con la escaladora española Araceli Segarra, y Jamling Tenzing Norgay, hijo del pionero sherpa montañista, Tenzing Norgay.
La película se encontraba en producción en la montaña durante el desastre del Everest de 1996, en el que otro grupo de montañistas quedaron atrapados por una tormenta cerca de la cumbre. La película incluye escenas de esos eventos, así como la ayuda que prestó el equipo de IMAX a Beck Weathers y a otros sobrevivientes. El productor y codirector Greg MacGillivray, comentó posteriormente que mientras editaban el documental para el estreno, él y Brashears decidieron enfocarse más en la tragedia, debido a la popularidad del libro de Jon Krakauer sobre el desastre de 1996 Into Thin Air (1997). MacGillivray argumentó: «Diez millones de personas han leído el libro, por lo que tuvimos que abordar el tema. Y creo que eso fortaleció la película.»

## Recepción
Everest fue estrenada en el Museo de Ciencias de Boston el 4 de marzo de 1998, dos días antes de exhibirse públicamente en cines IMAX de Estados Unidos. De acuerdo a un artículo publicado por Los Angeles Times a finales del mismo mes, la película recibió mayormente críticas favorables. Se estrenó posteriormente el 19 de marzo en Australia, y el 20 de marzo en Suiza, con otros estrenos en Europa, entre ellos el London Trocadero, durante los meses de abril y mayo.
La película recaudó $128 millones de dólares mundialmente durante su exhibición – cifra que permanece como la mayor recaudación para un documental en formato IMAX. Con una recaudación interna de $87,178,599 USD, es la segunda película de mayor recaudación (documental u otro tipo) en alcanzar la lista semanal del top diez en taquillas de Norteamérica, y es también la segunda película de mayor recaudación en alcanzar el top cinco semanal.

## DVD y banda sonora
El DVD fue lanzado por Miramax el 12 de diciembre de 1999. Incluye un corto «detrás de las cámaras», una entrevista extendida con Beck Weathers, escenas eliminadas, videos de escaladores, y un mapa 3D del monte Everest.
La banda sonora incluye canciones de George Harrison, que los compositores Steve Wood y Daniel May reinterpretaron al estilo del folklor tibetano como parte de la partitura de la película. La banda sonora de Everest fue lanzada por Ark 21 Records, el 10 de marzo de 1998. La música fue interpretada por la Sinfónica de Northwest, bajo la dirección de May.
Las canciones de George Harrison incluidas son «All Things Must Pass», «Give Me Love (Give Me Peace on Earth)», «Here Comes the Sun», «This is Love», y «Life Itself». Harrison aceptó el uso de sus canciones para la película bajo en el entendido de que su nombre sería usado con fines publicitarios. De acuerdo al autor Elliot Huntley, MacGillivray escogió la música de Harrison por su «calidad espiritual» y «sus lazos con la religión oriental».

## Citas
Narrador:  Justo por encima del campamento más alto, un escalador llamado Beck Weathers ha estado afuera en la tormenta por 22 horas. Fue dado por muerto por otros escaladores, y entonces, casi ciego, con sus manos literalmente congeladas, Beck se puso de pie, dejó su mochila, y desesperadamente intentó caminar.

Weathers: Todo lo que sabía era que mientras mis piernas pudieran correr y yo pudiera levantarme, me movería hacia ese campamento, y si caía, me levantaría. Y si caía de nuevo, me iba a levantar. E iba a seguir moviéndome hasta llegar a ese campamento, o caminaría hasta alejarme de esa cara de la montaña.
Paula Viesturs: La diferencia entre yo y Ed es que cuando salimos a andar en bicicleta por cinco horas, lo llamo entrenamiento... él lo llama calentamiento.

## Elenco
- Liam Neeson como Narrador (voz).
- Beck Weathers como él mismo.
- Jamling Tenzing Norgay, hijo del afamado sherpa Tenzing Norgay, como él mismo.
- Araceli Segarra como ella misma.
- Ed Viesturs como él mismo.
- Paula Viesturs como ella misma.
- Sumiyo Tsuzuki como ella misma.